# AM (恋愛情報サイト)
AM （アム）は、株式会社エムティーアイ傘下の株式会社AMが運営する、恋愛に関する情報を提供する女性向けのウェブサイトである。編集長を金井茉利絵が務める。2012年のオープン時はライブドアの運営だったが、事業部が売却され、2019年2月まで株式会社IBJ傘下の株式会社Diverseが運営していた。

## 概要
女性向けの恋愛・セックス・結婚などに関する情報を、コラムや漫画などの連載を通じて発信するウェブメディア。ほぼ全記事がオリジナルである。
はあちゅう、峰なゆか、雨宮まみ、アルテイシア、下田美咲、戦慄かなの、長井短などがライターとして参加している。また、webメディアでは珍しい特集制で、中村うさぎ、山戸結希、いつまちゃんなどがインタビューで協力する。
従来のモテテクや婚活から縛られずに、楽しく自由な恋愛を女性にしてもらいたいというのがコンセプトである。

## 書籍
『恋愛メディアがひろってくれない童貞の疑問を解決する本』が2017年2月に行われた、デイリーポータルZ主催のwebメディアびっくりセールで販売され完売した。その後再版され、ヴィレッジヴァンガードオンラインで冊子形式、BOOTHではデータ形式で販売される。シリーズとして『新卒の疑問を解決する本』も販売する。